# Фельгенгауэр, Татьяна Владимировна
Татья́на Влади́мировна Фельгенга́уэр (настоящая фамилия — Ша́дрина; род. 6 января 1985, Ташкент) — российская радиоведущая, журналистка, репортёр.
С 2005 по 2022 год являлась сотрудницей радиостанции «Эхо Москвы», где вела авторские и новостные программы. В мае 2016 года стала заместителем главного редактора радиостанции.
С августа 2022 года по апрель 2023 года — ведущая (совместно с Александром Плющевым) ежедневной программы DW Новости на YouTube-канале Deutsche Welle на русском. С 2022 года — креативный продюсер и ведущая ютуб-канала издания «Медиазона». Также является одной из ведущих утреннего шоу на канале The Breakfast Show и развивает собственный YouTube-канал.
Лауреат премии «Человек года» (2018) по версии журнала Time, в качестве одного из «„Стражей“ (англ. The Guardians) — группы журналистов со всего мира, ведущих войну за правду».

## Биография

### Ранняя жизнь
Родилась в Ташкенте. Отец — Владимир Шадрин. Мать — кандидат философских наук Елена Александровна Фельгенгауэр (род. 1956). Отчим — российский биолог, журналист, военный обозреватель Павел Фельгенгауэр (род. 1951).
В 1996 году переехала в Москву. Училась в московской школе № 875 (одним из преподавателей которой был Алексей Венедиктов). Окончила магистратуру Московского педагогического университета по специальности «Социология политики».

### Карьера
Была сотрудницей радиостанции «Эхо Москвы» более 18 лет. Фамилию отчима взяла в качестве псевдонима, поскольку в коллективе радио «Эхо Москвы» первое время её считали родной дочерью Павла Фельгенгауэра и называли по этой фамилии. Фамилию не меняла, официально продолжает носить фамилию Шадрина.
Первое появление в эфире в качестве корреспондента — в программе Марины Королёвой, посвящённой аварии в московской энергосистеме 2005 года. Ведущая программ «Утренний разворот» (совместно с Александром Плющевым) и «Особое мнение».
Участница акций протеста против фальсификации выборов на Болотной площади и проспекте имени Сахарова, освещала события в эфире радиостанции.
С 30 марта 2019 по 21 января 2020 года вела программу «В смысле?» на телеканале «Дождь», где происходило общение с подростками на актуальные темы. С декабря 2020 года выпускала авторский блог на ютуб-канале МБХ медиа. Также с июня 2020 года ведет свой собственный YouTube-канал, насчитывающий на июнь 2023 года более 94 тысяч подписчиков и 6 млн просмотров.
В январе 2022 года ушла с радиостанции «Эхо Москвы» по причине «эмоционального истощения на грани выгорания»; по собственным словам, ушла неофициально в «бессрочный отпуск», но вернулась, как только узнала о начале полномасштабного вторжения России на Украину. После закрытия радиостанции 3 марта 2022 года вела выпуски на YouTube-канале Эха, который был закрыт 4 марта.
С марта по июль 2022 года была ведущей программ канала «Живой гвоздь», созданного частью журналистов закрытой радиостанции «Эхо Москвы» во главе с А.Венедиктовым.

#### Эмиграция
В 2022 году уехала из России и стала жить в Вильнюсе. С августа 2022 года по апрель 2023 года — ведущая (совместно с Александром Плющевым) ежедневной программы DW Новости на YouTube-канале Deutsche Welle на русском. С 2022 года — креативный продюсер и ведущая ютуб-канала издания «Медиазона». Также является одной из ведущих утреннего шоу на канале The Breakfast Show.
21 октября 2022 года Министерством юстиции России внесена в список физических лиц «иностранных агентов».

## Нападение
23 октября 2017 года около двух часов дня в здание радиостанции «Эхо Москвы» ворвался мужчина, вооружённый ножом, и ранил журналистку в горло. Также пострадал охранник, который пытался помешать преступнику. После оказания первой помощи Татьяну Фельгенгауэр в тяжёлом состоянии срочно доставили в НИИ СП им. Склифосовского, где ей провели трехчасовую операцию. 2 ноября 2017 года выписана из больницы.
Нападавший был задержан охраной радиостанции и передан в руки полиции. Им оказался 48-летний уроженец Грузии, гражданин России и Израиля Борис Гриц. На допросе он заявил, что у него была «телепатическая» связь с Татьяной Фельгенгауэр, и что журналистка была «слишком навязчивой». Возбуждено уголовное дело по статье «Покушение на убийство» (части 3 статьи 30 и пункту «з» части 2 статьи 105 УК РФ). В мае 2018 года Пресненский суд Москвы признал Грица невменяемым и направил его на принудительное лечение. Также адвокаты Фельгенгауэр потребовали выплатить 100 тысяч рублей компенсации журналистке.

## Личная жизнь
В 2011 году была замужем за бывшим лидером фанатского объединения «Фратрия» Евгением Селеменевым, однако брак продлился всего около полугода. По заявлению Фельгенгауэр, к супружеству её подтолкнуло давление общественного мнения, но она была счастлива в браке. Детей нет.
В мае 2025 года вышла замуж за предпринимателя, веб-разработчика и издателя Романа Левитина. Свадьбу сыграли по еврейскому обряду. 

## Награды
Лауреат премии Москвы в области журналистики за 2010 год (вместе с Матвеем Ганапольским).
Лауреат премии «Человек года» (2018) по версии журнала Time, в качестве одного из «„Стражей“ (англ. The Guardians) — группы журналистов со всего мира, ведущих войну за правду».